# Irina Mchitarjan
Irina Mchitarjan (* 1971) ist eine deutsche Erziehungswissenschaftlerin.

## Leben
Sie studierte Germanistik, Erziehungswissenschaft und Psychologie an der Staatsuniversität Weliki Nowgorod und absolvierte ein Doktorandenstudium im Rahmen des von der DFG geförderten Graduiertenkollegs „Schulentwicklung an Reformschulen“ an der Fakultät für Pädagogik der Universität Bielefeld. Nach der Promotion 1998 war sie wissenschaftliche Mitarbeiterin am Institut für Erziehungswissenschaft und am Institut für Psychologie der Universität Greifswald. Nach der Habilitation in Greifswald 2005 im Fach Erziehungswissenschaft war sie Heisenberg-Stipendiatin der DFG und vertrat die Professur für Interkulturelle und Vergleichende Bildungsforschung an der Helmut-Schmidt-Universität. Seit dem Frühjahrstrimester 2017 ist sie Inhaberin der Professur für Erziehungswissenschaft mit dem Schwerpunkt International Vergleichende und Interkulturelle Bildungsforschung der Universität der Bundeswehr München. 2013 wurde Prof. Mchitarjan auf Vorschlag der DFG in AcademiaNet (Database of profiles of excellent female researchers) aufgenommen.
Ihre Forschungsschwerpunkte sind Theorie der Kulturtransmission bei soziokulturellen Mehr- und Minderheiten, Migration und ihre Folgen für Bildung und Erziehung, internationale pädagogische Transferprozesse, wissenschaftstheoretische Analyse historischer und interkultureller Bildungsforschung und internationale Reformpädagogik.

## Schriften (Auswahl)
- Mchitarjan, I. (2024). Arbeitsethik in interkultureller Perspektive. In D. Busch (Hrsg.), Individuen in digitalen Arbeitswelten . Interdisziplinäre Perspektiven auf Indiviuum und Organisation (S. 139–164). Wiesbaden: Springer Fachmedien.
- Mchitarjan, I. (2020). Eine Analyse der neuen Kritik am Kulturbegriff in der Erziehungswissenschaft. In A. Moosmüller (Hrsg.), Interkulturelle Kompetenz: Kritische Perspektiven (S. 247–264). Münster: Waxmann.
- Mchitarjan, I., & Reisenzein, R. (2015). The culture-transmission motive in immigrants: A world-wide internet survey. PLOS ONE (Public Library of Science), 10(11): e0141625, doi:10.1371/journal.pone.0141625.
- Mchitarjan, I. (2015). Zur Rolle der Herkunftskultur in Migrantenfamilien. Migration und Soziale Arbeit, 37, 369–379.
- Mchitarjan, I. (2015). The reception of German progressive education in Russia: On regularities of international educational transfer. Comparative Education, 51, 419–445.
- Mchitarjan, I., & Reisenzein, R. (2014). Towards a theory of cultural transmission in minorities. Ethnicities, 14, 181–207.
- Mchitarjan, I. (2014). Intercultural interaction in education and the economy: The perspective of the theory of cultural transmission in minorities. Interculture Journal: Online-Zeitschrift für interkulturelle Studien, 13, 25–41.
- Mchitarjan, I. (2014). Educational policies for non-Russian peoples in Russia: A theoretical-historical case study. InterDisciplines. Journal of History and Sociology, 5, 163–200.
- Mchitarjan, I., & Reisenzein, R. (2013). The culture-transmission motive in minorities: An online survey of adolescents and young adults with an immigrant background in Germany. ISNR International Scholarly Research Notices Education, Volume 2013, Article ID 929058, 16 pages, doi:10.1155/2013/929058.
- Mchitarjan, I. (2013). Kulturtransmission bei soziokulturellen Mehr- und Minderheiten: Gleiche Mechanismen, ungleiche Bedingungen. In O. Bender, S. Kanitscheider & A. K. Treml (Hrsg.), Gleichheit und Ungleichheit, Symmetrie und Asymmetrie. Erscheinungs- und Verlaufsformen, Funktion und Folgen in Natur und Kultur, (S. 115–134). Norderstedt: Books on Demand.
- Mchitarjan, I. (2012). Eine handlungstheoretische Fundierung für die Vermittlungswissenschaft. Erwägen – Wissen – Ethik. Deliberation – Knowledge – Ethics, 23, 376–379.
- Mchitarjan, I., & Reisenzein, R. (2010). Kulturtransmission bei Minderheiten: Ein Theorieentwurf. Zeitschrift für Soziologie der Erziehung und Sozialisation. Journal for Sociology of Education and Socialization, 30, 421–435.
- Mchitarjan, I. (2010). Forschung zur deutschsprachigen pädagogischen Emigration: Bestandsaufnahme und Vorschläge für eine interdisziplinäre theoretische Analyse. Pädagogische Rundschau, 64, 113–128.
- Mchitarjan, I. (2009). Prague as the centre of Russian educational emigration: Czechoslovakia’s educational policy for Russian emigrants (1918–1938). Paedagogica Historica. International Journal of the History of Education, 45, 369–402.
- Mchitarjan, I. (2007). Die interkulturelle Vergangenheit der deutschen Schule und Pädagogik: Ein Kuhn’scher Paradigmenwechsel in der historischen Bildungsforschung? In F. Busch, W. Hörner & M. S. Szymanski (Hrsg.), Bürgerschaftliche Bildung und Erziehung. Wertevermittlung und Schule im Spannungsfeld von Familie, Nation und Europa, (S. 123–146). Oldenburg: BIS-Verlag.
- Mchitarjan, I. (2007). Schulpolitik für ethnische Minderheiten in Europa: Geschichte und Gegenwart. Tertium Comparationis. Journal für International und Interkulturell Vergleichende Erziehungswissenschaft, 13, 64–93.
- Mchitarjan, I. (2006). Das „russische Schulwesen“ im europäischen Exil und der bildungspolitische Umgang mit ihm in Deutschland, der Tschechoslowakei und Polen (1918–1939). Zeitschrift für Pädagogik, 52, 732–751.
- Mchitarjan, I. (2000). John Dewey and the development of education in Russia before 1930 – Report on a forgotten reception. Studies in Philosophy and Education. An International Journal, 19, 109–131.
- Der russische Blick auf die deutsche Reformpädagogik. Zur Rezeption deutscher Schulreformideen in Rußland zwischen 1900 und 1917. Hamburg 1998, ISBN 3-86064-747-4.
- Die Rezeption des deutschen Reformpädagogen Berthold Otto im vorsozialistischen Rußland (1900–1917). Dresden 2002, ISBN 3-934264-37-9.
- Das „Russische Schulwesen“ im europäischen Exil. Zum bildungspolitischen Umgang mit den pädagogischen Initiativen der russischen Emigranten in Deutschland, der Tschechoslowakei und Polen (1918–1939). Bad Heilbrunn 2006, ISBN 3-7815-1473-0.